# CSA SportCruiser
Die CSA SportCruiser ist ein zweisitziges Leichtflugzeug des tschechischen Herstellers Czech Sport Aircraft (früher Czech Aircraft Works).

## Geschichte
Die CSA SportCruiser des in Kunovice ansässigen tschechischen Herstellers Czech Sport Aircraft (früher Czech Aircraft Works) startete im Jahr 2006 zu ihrem Erstflug. Im Januar 2010 nahm der amerikanische Hersteller Piper das Flugzeug in Lizenz als PiperSport in seine Produktpalette auf und reagiert damit auf die Konkurrenz von vielen neuen Leichtflugzeugen (wie zum Beispiel der Cessna 162). Als Varianten werden die PiperSport LT (Trainingsflugzeug) und die PiperSport LTD (Geschäftsreiseflugzeug) angeboten. Die erste Auslieferung erfolgte im April 2010. Als Preis werden je nach Version zwischen 120.000 und 140.000 US-Dollar angegeben (Stand Mai 2010).
Anfang 2011 beendete Piper die Zusammenarbeit, als Grund wurden „Unterschiede in der Geschäftsphilosophie“ angegeben. Der Sportcruiser wird seither wieder direkt von CSA vertrieben.

## Konstruktion
Die SportCruiser ist ein zweisitziges Leichtflugzeug in Ganzmetallbauweise. Der Tiefdecker wird von einem Rotax 912ULS mit 75 kW oder einem Jabiru 3300 mit 89 kW Leistung angetrieben. Die beiden Treibstofftanks fassen jeweils 57 Liter. Als Propeller kommen Zwei- oder Dreiblattversionen zum Einsatz. Die Kabine hat eine Breite von 1,18 m. Als Start- und Landestrecke werden 110 m bzw. 120 m angegeben. In der Version als PiperSport werden optional noch ein Gesamtrettungssystem, ein Glascockpit und ein Autopilot angeboten.
Das Flugzeug erfüllt mit seiner maximalen Abflugmasse von 600 kg die Anforderungen an die Zulassungskategorie Light Sport Aircraft.

## Technische Daten
| Kenngröße             | Daten                                                              |
| --------------------- | ------------------------------------------------------------------ |
| Besatzung             | 1                                                                  |
| Passagiere            | 1                                                                  |
| Länge                 | 6,49 m                                                             |
| Spannweite            | 8,78 m                                                             |
| Höhe                  | 2,37 m                                                             |
| Flügelfläche          | 13,2 m²                                                            |
| Flügelstreckung       | 5,8                                                                |
| Nutzlast              | 270 kg                                                             |
| Leermasse             | 330 kg                                                             |
| max. Startmasse       | 600 kg                                                             |
| Reisegeschwindigkeit  | 201 km/h                                                           |
| Höchstgeschwindigkeit | 243 km/h                                                           |
| Dienstgipfelhöhe      | 10.000 ft (ca. 3.050 m)                                            |
| Reichweite            | 1200 km                                                            |
| Triebwerke            | ein Rotax 912ULS mit 75 kW oder ein Jabiru 3300 mit 89 kW Leistung |